# 962 Aslog
962 Aslog је астероид главног астероидног појаса чија средња удаљеност од Сунца износи 2,905 астрономских јединица (АЈ). 
Апсолутна магнитуда астероида је 11,52 а геометријски албедо 0,037.